# Sega Saturn

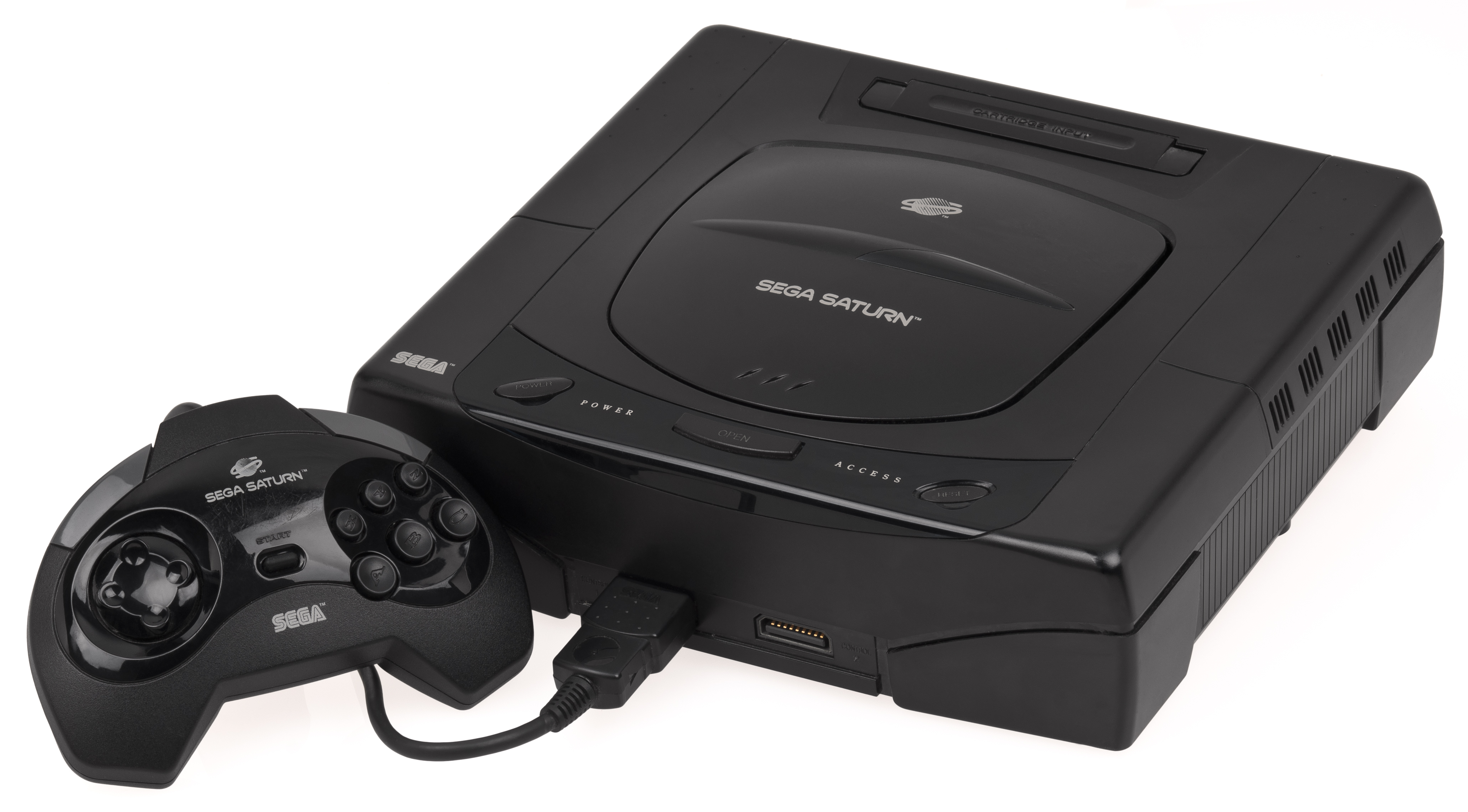
Il primo modello occidentale

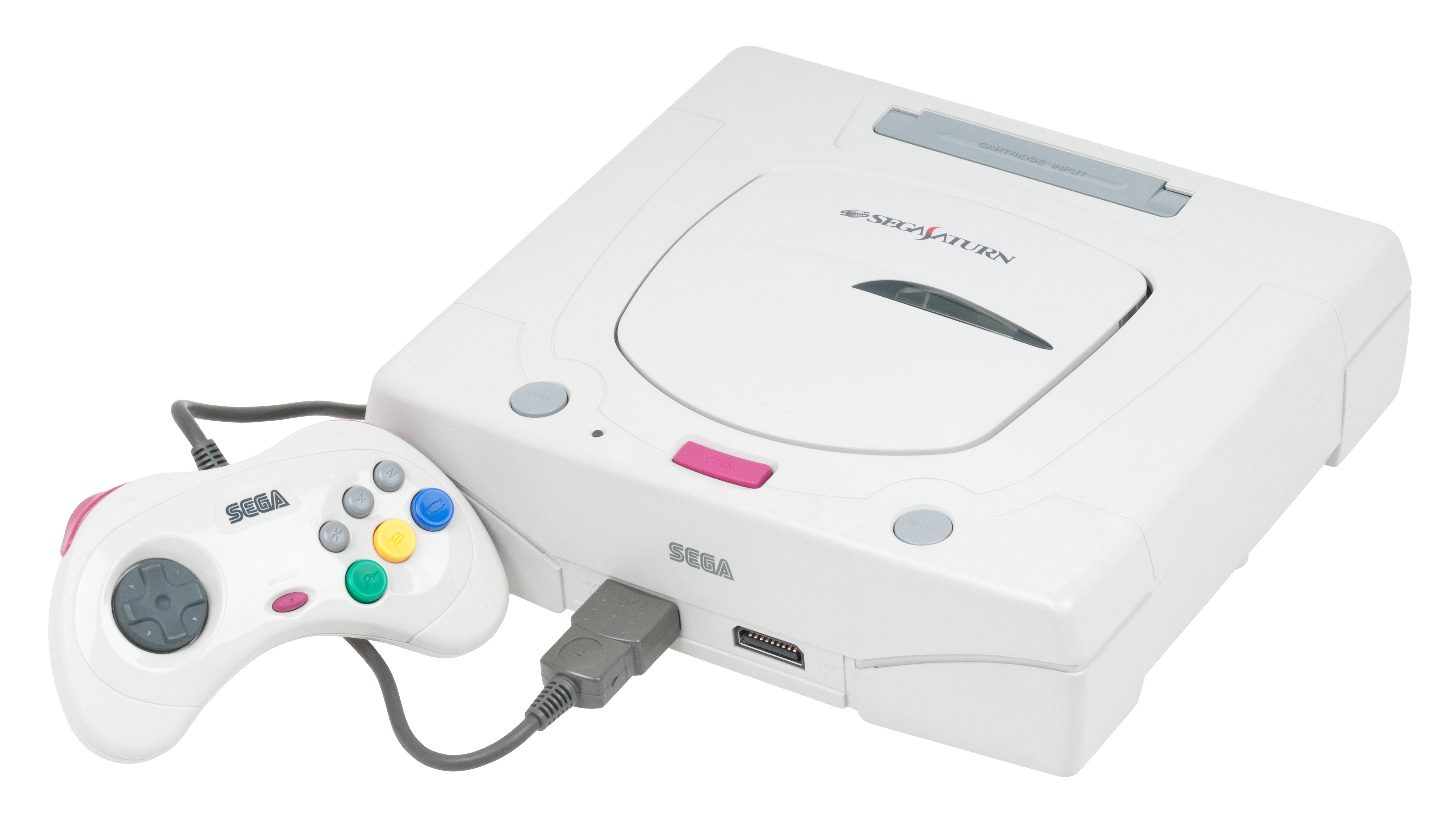
Il secondo modello giapponese

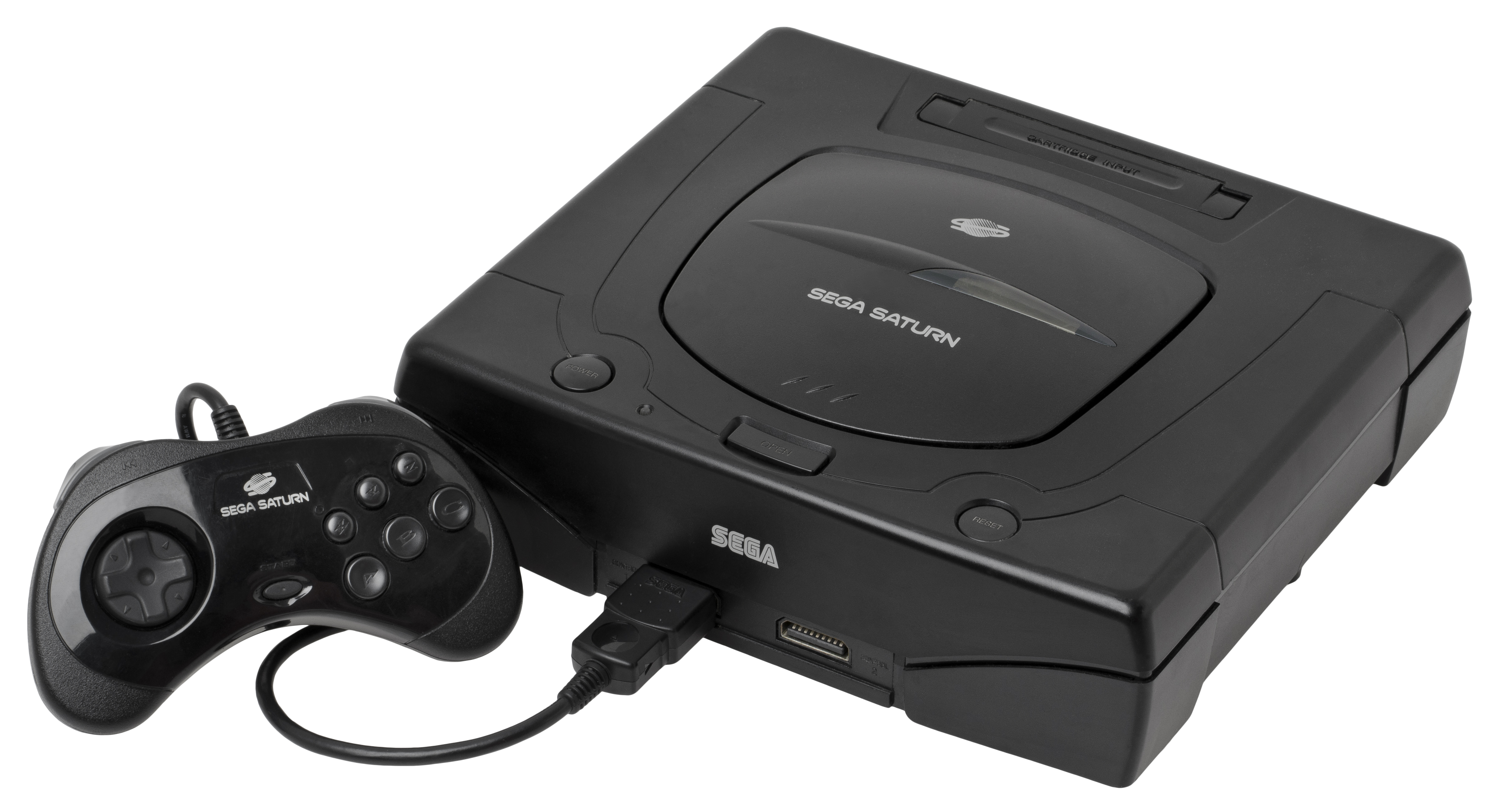
Il secondo modello occidentale

Il Sega Saturn (セガサターン?, Sega Satān) è una console di quinta generazione prodotta da SEGA dal 22 novembre 1994 al 10 agosto 1998.
Presentata in Giappone il 22 ottobre 1994, fu commercializzata nel paese asiatico a partire dal 22 novembre di quello stesso anno, e in Occidente nel 1995, prima di essere sostituita dal Sega Dreamcast.
Il Saturn, dopo un esaltante avvio, si posizionò al terzo posto nella guerra delle console, ostacolato non tanto dal Nintendo 64, bensì dal successo della PlayStation. La console fu la prima della SEGA a fare del Giappone il suo mercato principale, perdendo però la leadership in Europa e Nord America.
La macchina fu inoltre prodotta nel corso degli anni da Hitachi (HiSaturn), Samsung (SamsungSaturn) e JVC (V-Saturn), poiché esse fornivano rispettivamente: processore, SSD e lettore CD. Queste tre versioni si distinguevano comunque per i prezzi di listino molto più alti rispetto all'originale, regola stabilita da SEGA stessa in fase di accordi.

## Storia
Già dalla prima metà degli anni 90, con l'avvento delle tecnologie 3D ed il costante affermarsi dei CD-ROM come supporto principale, alla SEGA si sentiva sempre di più la necessità di rinnovare l'ormai datata tecnologia del Mega Drive. Il Mega CD, lanciato tra 1991 e 1992 per allungarne il ciclo vitale e farlo restare all'avanguardia, risultò però troppo dispendioso da produrre (in relazione ai risultati), difficile da programmare e soprattutto da distribuire. Fu così che la casa di Sonic iniziò i lavori su un nuovo prodotto che potesse sostituire il Mega Drive nel 1992. La console, chiamata internamente "Project Mars", sarebbe stata venduta con il nome di Gigadrive, avrebbe dovuto supportare unicamente i CD ed offrire prestazioni grafiche all'avanguardia, utilizzando i chip contenuti nelle schede System 32 (per il 2D) e Model 1 (per il 3D). Nel 1993 arrivarono i primi prototipi, con un singolo processore 32-bit a 16 MHz. L'obiettivo di SEGA non era di creare una macchina basata sul 3D, ma piuttosto di creare una console in grado di offrire un 2D perfetto e contemporaneamente permettere conversioni di classici arcade come Virtua Fighter, all'epoca molto diffusi e richiesti nelle sale giochi.
Quando però, a inizio 1993, SEGA venne a sapere del progetto 3DO di Trip Hawkins, si rese conto che il Gigadrive non fosse assolutamente all'altezza della concorrenza. Tentò così di acquisire in esclusiva la licenza del progetto ma ciò non fu possibile, essendo già stato reso disponibile ad altre sette compagnie. Non volendo proporre una console fotocopia di molte altre (temendo un danno d'immagine), decise di non aderire al consorzio. Continuarono perciò i lavori sul Gigadrive. I dirigenti SEGA erano infatti convinti che solo un progetto scellerato e costoso come quello del 3DO Interactive Multiplayer potesse elaborare un vero 3D, mentre la sua macchina, in linea con l'Atari Jaguar, ne ricreava un semplice abbozzo. Perciò, essendo 3DO un hardware d'élite, per i pochi che avrebbero potuto permetterselo, non fu ritenuto un vero concorrente, siccome il Gigadrive sarebbe stato venduto a un prezzo molto più basso.
Tutto cambiò alla fine del 1993, quando trapelarono le specifiche della PlayStation e il basso prezzo di lancio, e SEGA fu costretta a rivedere i piani. La necessità di competere con Sony, la spinse a riprogettare la console, tentando di fornirla di un'architettura 3D al livello della concorrenza. Fu così che vennero proposte due idee: una dalla filiale statunitense, che propose una nuova console a singolo processore in collaborazione con Silicon Graphics (che avevano già lavorato con successo alla tecnologia grafica di Donkey Kong Country per SNES), l'altra dalla casa madre giapponese, basata su due processori paralleli in grado di ricreare, se correttamente sincronizzati, la potenza di calcolo della PlayStation. Venne scelta l'idea del doppio processore, tecnologia già sperimentata con il Mega CD e soprattutto veloce da produrre, in modo da poter anticipare la PlayStation per il lancio sul mercato, e iniziò così il progetto del Saturn. Si decise comunque di non buttare via due anni di lavori e il Gigadrive fu ripensato come add-on per il Mega Drive, in grado di donargli caratteristiche ibride fra un 16 bit e un 32 bit, senza però il lettore CD, non volendo ostacolare il Mega CD, con cui era interfacciabile. Tale hardware prese il nome di Sega 32X e si rivelò un insuccesso per vari motivi: il prezzo elevato, i pochi giochi pubblicati e la contemporanea uscita delle console di nuova generazione in primis.
Il nome Saturn deriva dal pianeta Saturno e si diceva che fosse nato in riferimento al fatto che il Saturn è la sesta console della Sega, così come Saturno è il sesto pianeta del sistema solare. Secondo Hideki Okamura, responsabile di prodotto del Saturn, era un nome in codice usato dagli sviluppatori dell'hardware, poi rimasto come nome ufficiale, accattivante in quanto richiama gli anelli del pianeta. Un altro progetto chiamato Jupiter (da Giove), una versione solo a cartucce del Saturn, venne abbandonato. Fu prodotta però una macchina arcade basata sul Saturn e funzionante a cartucce, il Sega Titan o ST-V (da Titano, luna di Saturno).
Purtroppo l'idea del doppio processore finì col creare molti problemi agli sviluppatori di terze parti, che si ritrovarono a dover gestire due processori contemporaneamente in un processo tanto complesso da spingere molti a utilizzarne uno solo, dimezzando ovviamente le prestazioni della macchina e riportandola allo stato di ibrido 2D-3D in cui si trovava nel 1992. I kit di sviluppo SEGA inoltre erano in assembly, un linguaggio molto più arduo del C di Sony. Fu così che, al lancio nipponico, la console poté contare su di un parco titoli ristrettissimo, che vedeva in Virtua Fighter l'unica, reale attrattiva. Un'attrattiva che riuscì comunque a garantire vendite molto alte e a tenere il Saturn in testa alle classifiche per ben 6 mesi di fila, a discapito della PlayStation stessa, arrivata, come previsto, con una settimana di ritardo. Nel 1994 venne presentata ufficialmente, ma i problemi iniziarono con il lancio americano delle due macchine, con PlayStation in testa con un prezzo di 100$ inferiore alla concorrenza e soprattutto con 12 titoli di lancio contro i 3 del Saturn.
Intanto, all'Electronic Entertainment Expo del 1995, Nintendo annunciò lo sviluppo del Nintendo 64 (Ultra64 all'epoca), anch'esso meno costoso del Saturn e, soprattutto, lanciato dall'allora incredibile Super Mario 64. Fu così che SEGA si ritrovò costretta ad abbandonare tutte le altre console, compreso il recente Sega 32X ed il Mega Drive, che avrebbe potuto, se ribassato nel prezzo, fornire ancora guadagni come fu per lo SNES che fu supportato per tutto il 1996. Intanto l'arrivo di Super Mario 64 e dei primi giochi 3D per la PlayStation misero pressione alla dirigenza SEGA, che dopo 3 anni dal lancio non aveva ancora sviluppato un gioco di Sonic, la mascotte che aveva portato il Mega Drive a ottimi livelli di vendite.
Furono progettati nuovi giochi come Sonic X-treme, mai però completato a causa di numerosissime problematiche interne che includevano ripetuti cambi di engine e un caso di polmonite nel team di sviluppo. Nemmeno Nights: Into Dreams e la raccolta Sonic Jam salvarono la situazione: i giochi per Saturn erano pochi, e molti generi erano scarsamente supportati, come il gioco di ruolo alla giapponese, che aveva visto un ritorno agli albori grazie a Final Fantasy VII per PlayStation. Il vero problema era che le case produttrici, potendo scegliere su quale console portare i propri giochi, preferirono spesso la concorrenza, essendo il Saturn sì potente ma anche il più complesso. SDK semplificati vennero messi a disposizione solo nel 1996 e solo per le grandi aziende. Ciò allontanò definitivamente i piccoli sviluppatori, portando la softeca della macchina SEGA a contare pochi titoli rispetto alle rivali. Il 10 agosto 1998 la Sega interrompe ufficialmente la produzione della console, dopo che SEGA aveva perso quasi metà della dirigenza e aveva ridotto la fetta di mercato nordamericano all'1%, per preparare l'uscita del Sega Dreamcast.

## Caratteristiche

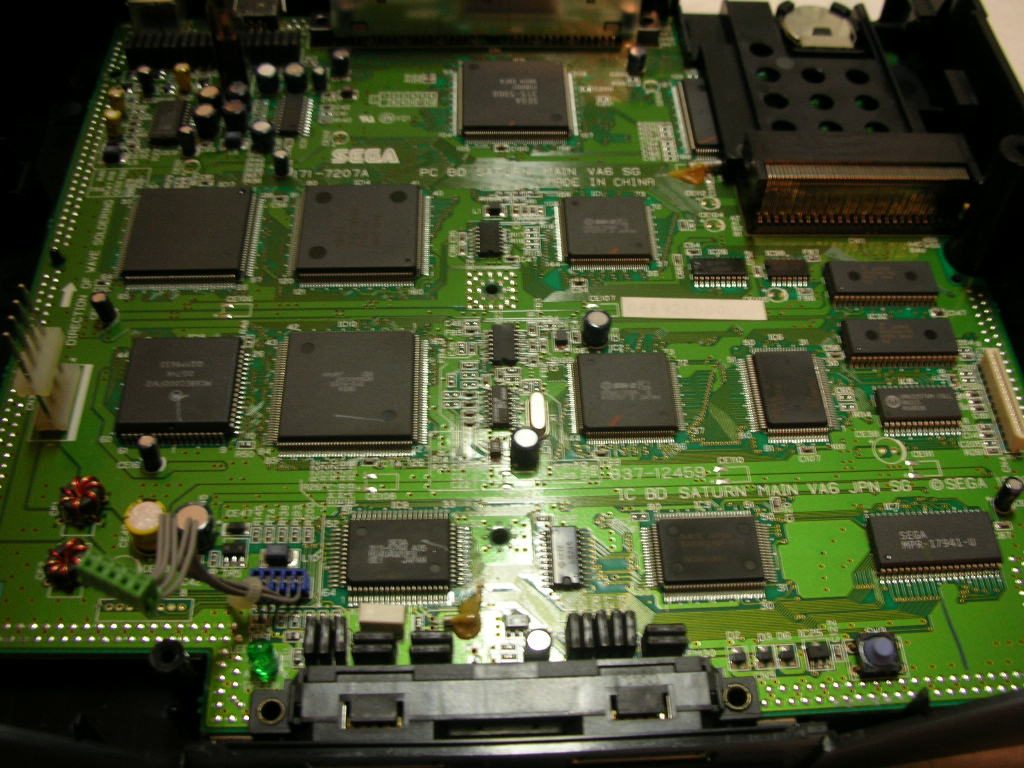
Scheda madre

Il Saturn rispetto alla PlayStation può vantare un maggior numero di poligoni semplici generabili ed è in grado di offrire una risoluzione grafica leggermente superiore, anche se la PlayStation, avendo una GPU ibrida dedicata alla gestione di effetti 3D (texture mapping, flat-gouraud shading, alpha blending), è superiore nella resa finale di ambienti/strutture tridimensionali.
Tuttavia l'hardware della piattaforma era difficile da programmare e questo fece in modo che per la quasi totalità dei giochi la modesta superiorità in termini di poligoni e risoluzione rispetto alla PlayStation risultasse impercettibile o nulla, fatta eccezione per i giochi proprietari che, soprattutto con il perfezionamento del nuovo sistema operativo, riuscirono a sfruttare al meglio ogni aspetto della console.
I programmatori del Saturn dovevano gestire due CPU e un terzo coprocessore, la parte grafica è divisa in due unità (VDP1 e VDP2), una dedicata alla gestione della grafica tridimensionale e un'altra dedicata al perfezionamento della grafica 2D. Un'altra delle caratteristiche che distingueva il Saturn dalle altre console era quello di possedere un adattatore per il modem chiamato Sega NetLink per connettere la macchina al server di SegaNet, però l'hardware era da acquistare separatamente.

### Controller
Il controller che era fornito con la console è un gamepad a croce direzionale, con sei tasti frontali e due dorsali.
Nel 1996 venne messo in commercio il Saturn 3D Pad, un più grande controller di forma quasi circolare, dotato anche di una levetta analogica posta frontalmente sopra la croce direzionale e di grilletti analogici al posto dei pulsanti dorsali. Venne concepito per ottimizzare alcuni dei giochi di maggior successo; tra i titoli che beneficiarono di più del supporto al 3D Pad ci sono Daytona USA: Championship Circuit Edition, Sega Touring Car Championship, Sonic 3D: Flickies' Island, Quake e Doom. Nonostante fosse piuttosto innovativo, il successo del 3D Pad non raggiunse le aspettative, probabilmente per l'alto costo di lancio e l'eccessivo ingombro. Un concetto simile venne però ripreso con maggior successo con il controller del Dreamcast.
Dal 1994 venne prodotto il joystick Virtua Stick, con leva a pomello stile videogioco arcade e 8 pulsanti frontali, dal 1996 uscito anche in una versione ancora più simile ai classici comandi di un arcade. Nel 1995 è uscito il joystick con leva analogica Mission, più grande e dotata anche di pulsanti integrati, e spostabile sul lato sinistro o sul lato destro della base rispetto alla pulsantiera. Altre varianti del joystick sono il doppio controllo arcade Virtua Stick Pro (1996), che ricorda la pulsantiera di un cabinato per due giocatori, e la doppia leva Twin Stick (1996).
Altre periferiche includono il volante Arcade Racer (1995) e la pistola ottica Virtua Gun (1995).
Il multitap permette di collegare fino a sei controller per ogni porta.

## Specifiche tecniche
- Central Processing Unit:

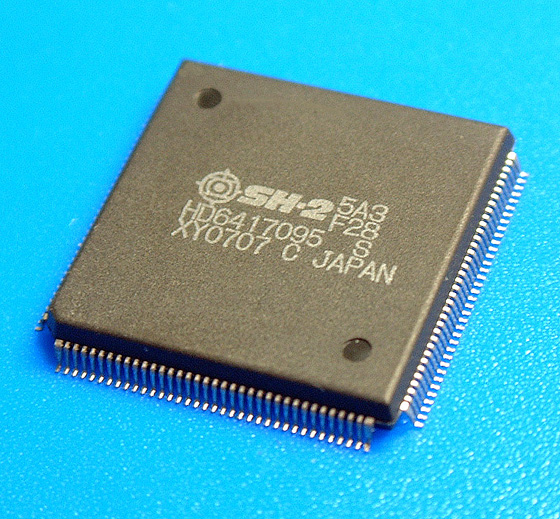
Una delle due CPU SuperH-2

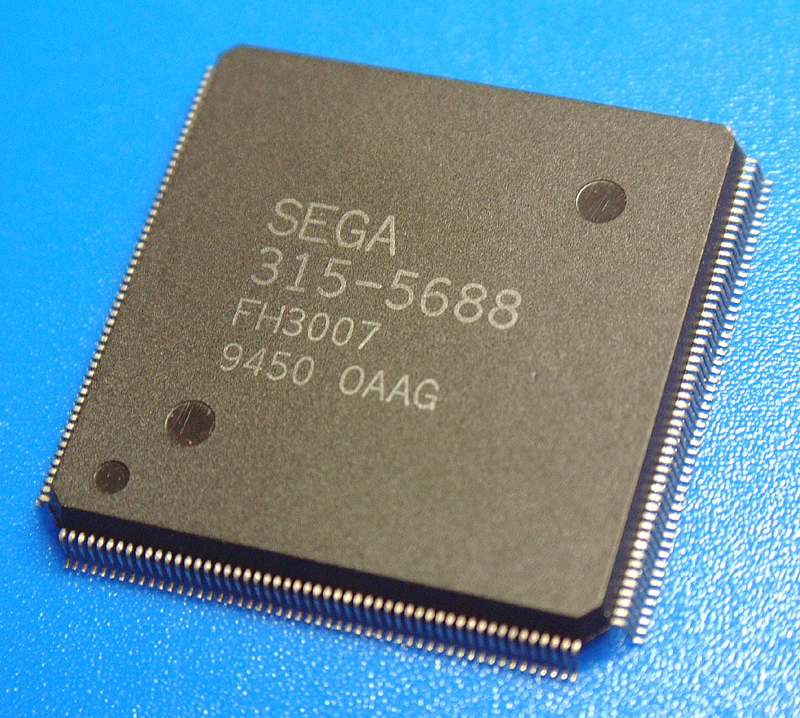
SCU

  - 2 x Hitachi SuperH 2-32 bit @28.63 MHz
    - 8 KB[23] cache di primo livello
    - Performance complessiva in MIPS: 25 MIPS (singola CPU)

  - Motorola 68EC000 @11.3 MHz (sub-processore di controllo del Programmable Sound Generator)
    - Performance complessiva in MIPS: 1,5 MIPS
- Graphics Processing Unit:
  - VDP 1-32 bit @28.63 MHz (questo processore si occupa dell'elaborazione di sprite e poligoni)
  - VDP 2-32 bit @28.63 MHz (questo processore si occupa dell'elaborazione di sfondi)
  - Rendering grafico di picco pari a 500.000 poligoni monocromi al secondo (200.000 con texture e ombre)
  - 16.7 milioni di colori
- Memoria:
  - 5 Mbyte RAM di tipo non-unificata
    - 1 Mbyte SDRAM
    - 1 Mbyte DRAM
    - 1,5 Mbyte VRAM dedicata al processore video
    - 512 Kbyte RAM dedicata al processore audio
    - 512 Kbyte CD-ROM cache
    - 512 Kbyte BIOS ROM

  - Risoluzioni:
Modalità progressiva: da 320×224 a 704×224 a 29,97fps NTSC o 320×256 a 704×256 a 25,0fps PAL. Modalità interlacciata: da 320×448 a 480i60 (704×480) NTSC o 320×512 a 704×512 (512i50) PAL[24]
C'è da dire che non esistevano risoluzioni predefinite, ma è possibile avere una delle risoluzione orizzontale di seguito, 320, 352, 640 e 704, mentre tra le risoluzioni verticali si ha come progressivi, 224, 240 e 256, mentre come interlacciati 448, 480 e 512[24]
Il rapporto d'aspetto standard per l'uscita video è il 4:3 (anche se molti giochi applicano delle bande nere sopra e sotto, per rendere l'immagine 14:9), ma alcuni giochi permettevano tramite le impostazioni un'uscita video anamorfico e quindi rendere l'immagine a 16:9, pur mantenendo la stessa risoluzione d'uscita[25]
- Sonoro:
  - Yamaha FH1 a 22 canali stereo
- Supporti di Memorizzazione:
  - Cartucce elettroniche
  - CD-ROM
- Porte di comunicazione:[26]
  - 2 porte PAD poste frontalmente
  - Communication Connector port utilizzato per il SEGA Netlink Modem
  - Porta d'espansione superiore, serve per aumentare le risorse hardware della macchina, risorse addizionali richieste da alcuni giochi[27][28] ed alcuni richiedono specifici tagli di memoria RAM aggiuntiva (1 MB o 4 MB) tramite le "Extended RAM Cartridge"[29], mentre altri richiedono ROM aggiuntiva (1 MB) per sfruttare il "Twin Advanced ROM System"[30], mentre altri pur non avendone bisogno per funzionare la possono sfruttare per migliorare gli effetti,[29] mentre altre cartucce d'estensione servono per effettuare il Backup dei salvatagi, come nel caso della "Saturn Backup Memory"[31], che contiene 512k di memoria contro i 32k interni della console.
  - Porta d'espansione posteriore (nascosta da un coperchio removibile, che da accesso anche alla batteria tampone) per il "Video CD Card" o "Movie Card" e permettere la fruizione dei Video CD[32]
  - Porta di alimentazione per cavo C7
  - Porta uscita video del tipo DIN 10

## Videogiochi
In totale uscirono più di 1000 giochi per Saturn, sebbene buona parte pubblicati ufficialmente solo sul mercato giapponese.
Secondo una retrospettiva di The Games Machine il Saturn divenne il sistema più apprezzato per quanto riguarda i picchiaduro bidimensionali, un genere allora nel suo periodo d'oro. In una selezione di dieci giochi rappresentativi della console, la rivista descrive Radiant Silvergun, Panzer Dragoon Saga, Sega Rally Championship, Guardian Heroes, Princess Crown, X-Men vs. Street Fighter, Fighters Megamix, The King of Fighters '97, Burning Rangers, Dungeons & Dragons Collection (raccolta di Tower of Doom e Shadow over Mystara).
Secondo la rivista Retro Gamer il software per Saturn diede il meglio di sé nelle conversioni di arcade, cosa poco sorprendente viste le radici arcade della Sega e dei suoi principali sviluppatori terzi, come Capcom e SNK. I giochi convertiti esclusivamente per Saturn furono pochi, ma quelli non esclusivi spesso erano di qualità nettamente superiore rispetto alle altre conversioni domestiche. Ad esempio colpirono molto i cosiddetti "grandi tre" (Big Three) videogiochi di fine 1995, Virtua Cop, Virtua Fighter 2 e Sega Rally Championship, che probabilmente erano perfino meglio dei rispettivi originali arcade. Secondo una selezione generale fatta dalla rivista, i dieci più grandi giochi per Saturn sono Nights into Dreams..., Saturn Bomberman, Guardian Heroes, Shining Force III, Panzer Dragoon II: Zwei, Radiant Silvergun, Street Fighter Alpha 3, e i "grandi tre" sopra citati. In una selezione successiva, basata sul sondaggio dei lettori, insieme a diversi dei precedenti vennero nominati anche Baku Baku Animal, Street Fighter Alpha 2, Daytona USA, Virtua Cop 2, Exhumed, Athlete Kings, Galactic Attack, Mass Destruction, Duke Nukem 3D, Die Hard Arcade, Soukyugurentai, Sonic R, Panzer Dragoon.